# Wielki Kaukaz

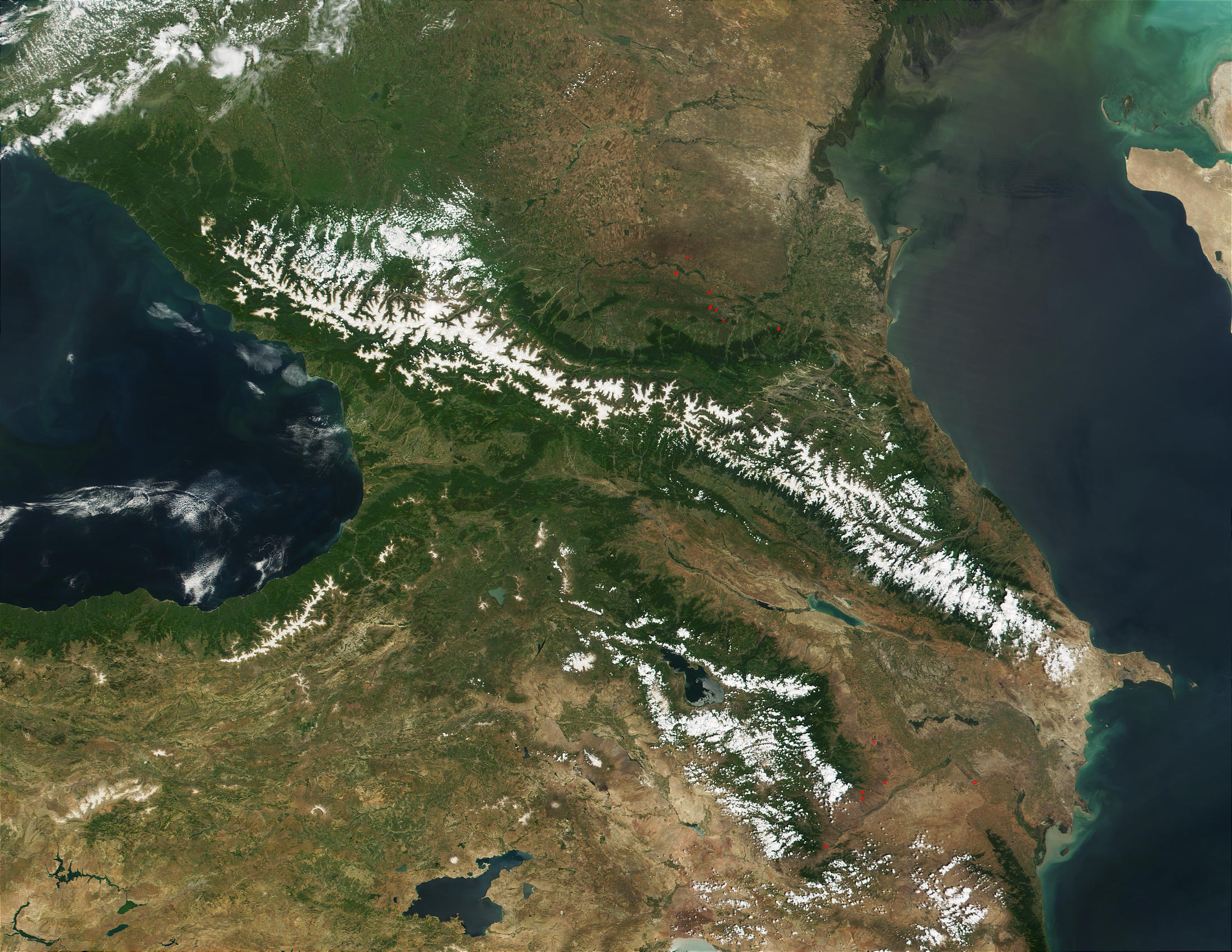
Wielki Kaukaz z powietrza

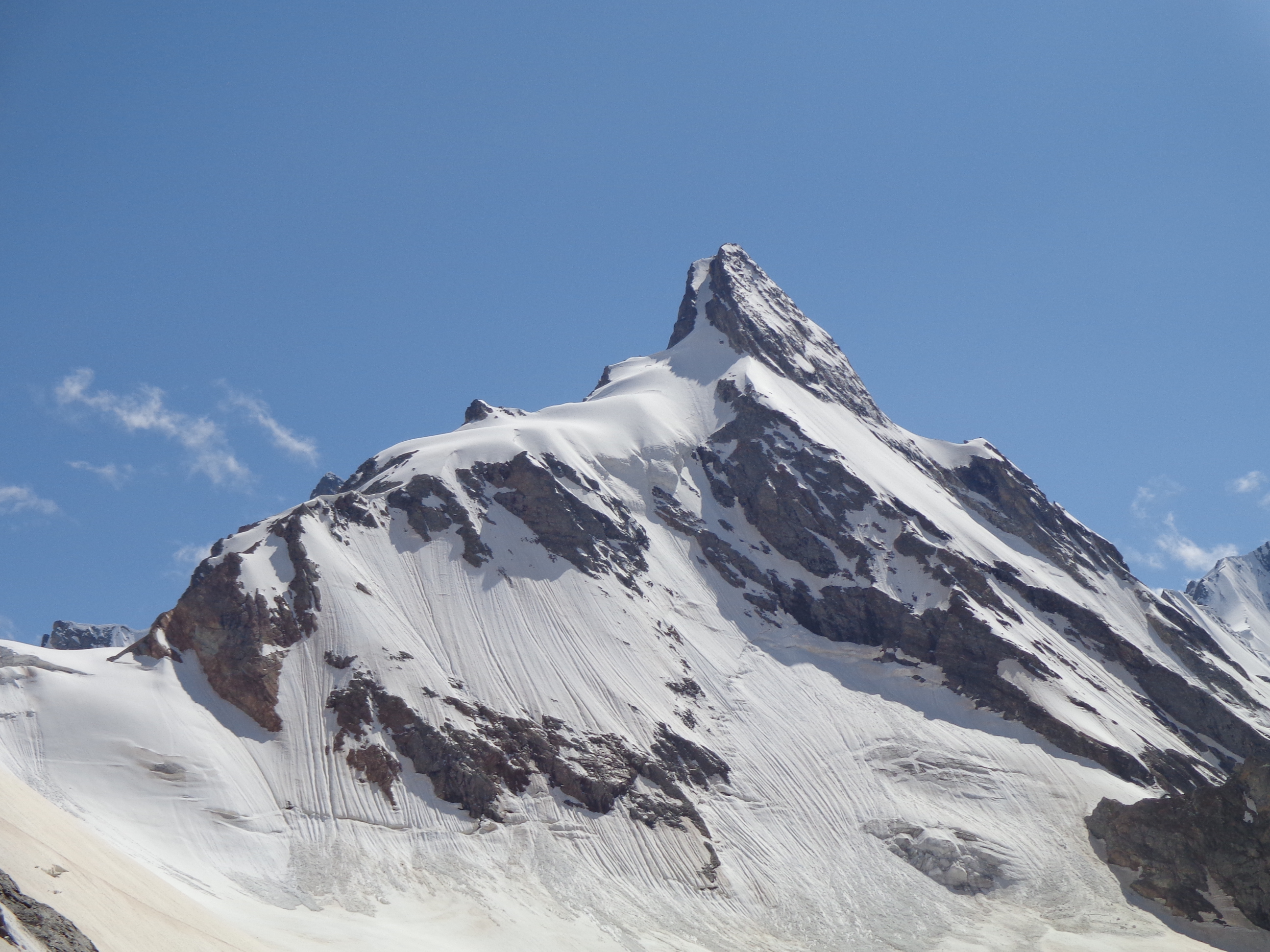
Góra Dżan-Tugan

Wielki Kaukaz (azer.: Böyük Qafqaz; gruz.: კავკასიონის ქედი, trl.: Kavkasionis K'edi, trb.: Kawkasionis Kedi; ros.: Большой Кавказ, Bolszoj Kawkaz) – część łańcucha górskiego Kaukazu w Eurazji, rozciągający się na długości ok. 1200 km między morzami: Czarnym i Azowskim na zachodzie a Kaspijskim na wschodzie, na terytorium Rosji, Gruzji i Azerbejdżanu. Najwyższym szczytem jest Elbrus, który wznosi się na wysokość 5642 m n.p.m. Znajduje się tu Park Narodowy „Przyelbrusie”, Kabardyjsko-Bałkarski Rezerwat Wysokogórski, Park Narodowy „Alania”, a także Rezerwat Północnoosetyjski. We wschodniej części Wielkiego Kaukazu znajduje się Park Narodowy „Samurskij” i Rezerwat przyrody „Erzi”, a w zachodniej Teberdyński Park Narodowy.

## Geologia
Wielki Kaukaz jest wąskim antyklinorium. Jego środkowa część zbudowana jest z silnie sfałdowanych prekambryjskich gnejsów, łupków krystalicznych, amfibolitów, kwarcytów i marmurów, a także sylurskich ofiolitów (reliktów płyty oceanicznej). W dewonie zostały one pocięte dajkami diorytów, porfirów i sjenitów. Na północy do tych skał przylega pas wychodni skał okruchowych i węglanowych, sfałdowanych w orogenezie waryscyjskiej i zmetamorfizowanych, z przewarstwieniami wulkanitów kambryjsko-dolnokarbońskich. Na skałach tych leży górnokarbońska molasa z pokładami węgla kamiennego oraz pstre piaskowce i iłowce dolnego permu. W południowej części antyklinorium znajdują się skały okruchowe z paleogenu, przewarstwione wulkanitami. Znajdują się tutaj wulkany Kazbek i Elbrus. Główne fałdowania Wielkiego Kaukazu odbyły się w fazie rodańskiej orogenezy alpejskiej. Na obszarze Wielkiego Kaukazu znajduje się osiem szczytów o wysokości przekraczającej 5000 metrów. Są to kolejno (według wysokości): Elbrus (Rosja), Dychtau (Rosja), Szchara (Rosja oraz Gruzja), Kosztantau (Rosja), Kazbek (Rosja oraz Gruzja), Dżangitau (Rosja oraz Gruzja), Miżyrgi (Rosja) oraz Pik Puszkina (Rosja oraz Gruzja).

## Wybrane szczyty
- Elbrus, 5642 m, 43°21′18″N 42°26′21″E/43,355000 42,439167
- Dychtau, 5205 m, 43°03′N 43°08′E/43,050000 43,133333
- Szchara, 5201 m, 43°00,6′N 43°10,2′E/43,010000 43,170000, najwyższy szczyt Gruzji
- Kosztantau, 5151 m, 43°03′N 43°13′E/43,050000 43,216667
- Kazbek, 5054 m, 42°41′51″N 44°31′08″E/42,697500 44,518889
- Dżangitau, 5051 m, 43°01′08″N 43°03′06″E/43,018889 43,051667
- Miżyrgi, 5047 m, 43°02′45″N 43°09′03″E/43,045833 43,150833
- Pik Puszkina, 5033 m, 43°00′51″N 43°04′12″E/43,014167 43,070000
- Katyntau, 4979 m, 43°01′50″N 43°02′08″E/43,030556 43,035556
- Szota Rustawelis Mcwerwali/pik Szota Rustaweli, 4859 m, 43°01′33″N 43°02′37″E/43,025833 43,043611
- Tetnuldi(inne języki), 4858 m, 43°01′52″N 42°59′35″E/43,031111 42,993056
- Uszba, 4710 m, 43°07′30″N 42°39′32″E/43,125000 42,658889
- Ailama/Ajłama(inne języki), 4525 m, 42°57′29″N 43°10′43″E/42,958056 43,178611
- Tebulos Mta/Tebułosmta, 4493 m, 42°38,4′N 45°19,2′E/42,640000 45,320000
- Bazardüzü, 4466 m, 41°16,2′N 47°47,4′E/41,270000 47,790000
- Diklos Mta/Dikłosmta, 4285 m, 42°33,0′N 45°48,0′E/42,550000 45,800000
- Babadağ(inne języki), 3629 m, 41°03,0′N 48°17,4′E/41,050000 48,290000